# Armagetron Advanced
Armagetron Advanced (también llamado Retrocycles) es un videojuego gratuito y de código abierto inspirado en la escena del juego que aparece en la película de Walt Disney llamada Tron en la cual los jugadores luchan en unas motos luminosas. Tron fue una de las primeras películas comerciales que mezclan intensivamente personajes reales con efectos realizados por computador y donde los programas informáticos son también personajes. 
En el juego, dos o más jugadores, representados por vehículos de dos ruedas o motos futuristas se mueven en un espacio cerrado cuadrado y marcado con guías. Las motos se mueven sin parar hacia adelante, y es posible aumentar la velocidad cuanto más cerca se mueva uno de una pared (efecto llamado "rubber", goma). Se puede cambiar la dirección mediante giros de 90 grados a derecha o izquierda. Las motos van dejando al desplazarse una pared coloreada detrás de ellas como estela. El choque con cualquier pared supone la eliminación del jugador. Los jugadores deben intentar encajonar a sus adversarios entre las paredes para hacerlos chocar con ellas. Se puede también frenar y utilizar la fricción. 
Es un juego multiplataforma que se puede jugar bajo Linux, Windows o Mac. Se puede jugar como juego individual (contra bots) o entre varios jugadores en un mismo ordenador, y también a través de Internet o en red local. Cada jugador define su nombre y colores del vehículo y de su estela. En la modalidad en red, existen multitud de terrenos de juego creados por jugadores donde los visitantes pueden participar y también grupos o clanes de jugadores. La creación de terrenos de juego incluye también la modificación de las reglas incluyendo el tipo de movimientos o giro de los jugadores, el grado de fricción o frotamiento, etc, además de los colores y las dimensiones del campo de juego. Existen estadísticas de cada campo de juego.
Los jugadores pueden intercambiarse mensajes mientras juegan. 
Muchos jugadores lo consideran como muy adictivo. La simplicidad de reglas y movimientos esconde una gran complejidad en el juego.

## Modos de juego
El juego puede jugarse bajo una serie de modalidades diferentes. En la modalidad clásica (batalla o match), cada jugador debe intentar encerrar a los demás jugadores entre las paredes. Puede haber también jugadores que sean automáticos o bots AI's (Artificial Intelligence, Inteligencia Artificial) con lo cual un jugador puede también jugar solo contra uno o varios bots. Otras modalidades son la batalla por equipos, la creación de zonas especiales como la fortaleza, o las trampas (o zonas de muerte) por donde no se puede pasar, la carrera, el laberinto, etc. Cabe destacar la modalidad de juego Capture the flag o "Captura la Bandera". 
Existen varios modos de juego, entre ellos:
- Team Gauntlet: Dos equipos compiten en varios mapas generados.
- Rotation: Dos equipos compiten en varios modos de juego.
- Death Match: Todos contra todos.
- Team Death Match: Cooperar con compañeros de equipo.
- Fortress (Fortaleza): Capturar la base enemiga, este modo puede ser jugado todos contra todos o por equipos.
- Sumo: Mantenerse en la zona limitada central tratando de echar al oponente fuera.
- Race: Carrera hacia el final del mapa.
- Maze (laberinto): Encontrar un camino a la zona de ganadores.

## En línea
Armagetron Advanced tiene una comunidad en línea grande y activa. Hay numerosos servidores disponibles, aunque algunos solo son para versiones particulares de Armagetron. El modo en línea ofrece un servicio para jugar y hablar con gente de todo el mundo. 

## Galería

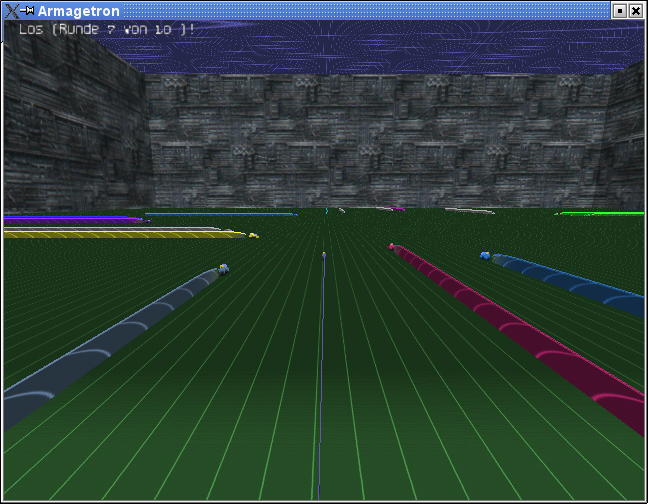
Imagen de la pantalla con varios jugadores en el campo de juego.
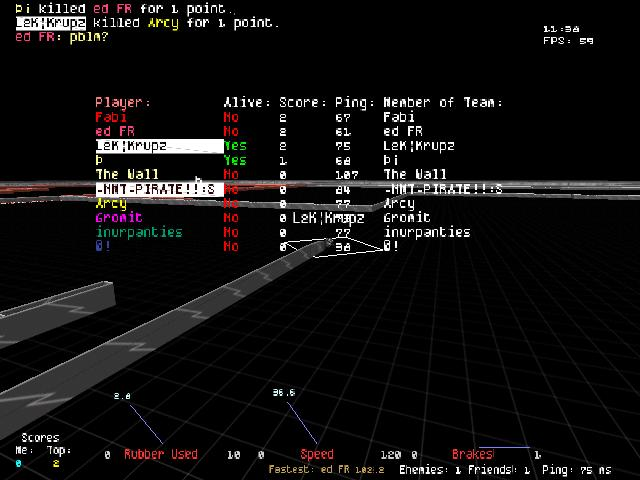
Imagen con información sobre los jugadores.
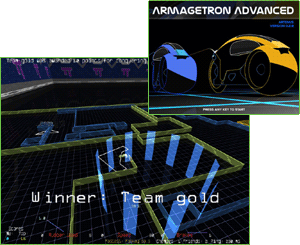
Imagen doble con la pantalla de inicio en la imagen superior y una escena del juego con una zona de la muerte al final de una partida en la otra.
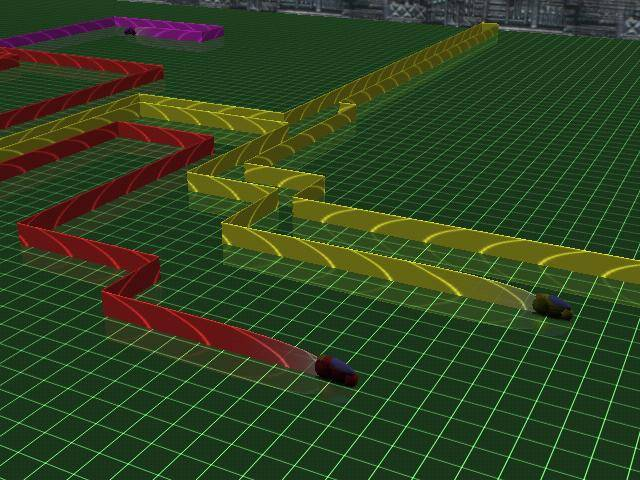
Otra escena del juego.

## Evolución
- 2000: aparece Walls, un prototipo de Armagetron para Linux y Windows.
- 2001-2003: se publica Armagetron y se desarrolla activamente.
- 2003: se publica una versión portada a Mac OS X, creada por Ben Hines.
- 2003: El autor original, Z-man, detiene el desarrollo y rompe los canales de comunicación. Sin embargo el servidor maestro usado para conectar los juegos por internet continua funcionando.
- 2004: Un grupo de desarrolladores hace una modificación (fork) de Armagetron y crea Armagetron Advanced.
- 2007: Se incluye el programa en la distribución de linux Fedora Core con el nombre de Armacycles Advanced.
- 2008: El desarrollo del programa continúa de manera activa.
- 2009: El juego en línea continúa sin problemas, no con muchos jugadores, pero de una gran actividad.
- 2010: Después de bastante tiempo sin sacar una versión que no fuera beta, aparece la nueva versión 0.2.8.3.1 que corrige varios errores. Aun así, el juego en línea ha perdido muchos jugadores.